# Liriomyza suecica
Liriomyza suecica är en tvåvingeart som beskrevs av Ryden 1956. Liriomyza suecica ingår i släktet Liriomyza och familjen minerarflugor.
Artens utbredningsområde är Sverige. Arten är reproducerande i Sverige. Inga underarter finns listade i Catalogue of Life.